# Coracine chauve
Perissocephalus tricolor
Genre
Espèce
Statut de conservation UICN

 LC  : Préoccupation mineure
La Coracine chauve (Perissocephalus tricolor) est un grand passereau de la famille des Cotingidae. Elle est l'unique espèce du genre Perissocephalus,.

## Description
Le coracine chauve est un grand passereau au corps épais et au bec relativement lourd. Les adultes pèsent entre 340 et 420 grammes et mesurent généralement 40 centimètres de long, ce qui en fait l'un des plus grands passereaux de cet ordre.
Son plumage est globalement brun, approchant l'orange sur le ventre et les plumes de couvertures sous la queue, les rémiges et la queue courte sont noires.
Le trait le plus distinctif est sa tête nue, presque semblable à celle d'un vautour, recouverte d'une peau bleu terne. Les juvéniles ressemblent aux adultes, à l'exception de quelques plumes duveteuses sur la tête.

## Répartition géographique
Cet oiseau vit dans le plateau des Guyanes et régions avoisinantes du nord de l'Amazonie. On le trouve dans les forêts humides (jusqu'à 1 400 mètres, mais le plus souvent en dessous de 600 m) du nord-est de l'Amérique du Sud, presque entièrement au nord du fleuve Amazone et à l'est du rio Negro (Colombie, Venezuela, Brésil et Guyanes).

## Écologie
Les coracines se rassemblent dans des aires de leks où ils "chantent". Ce chant est très étrange et difficile à décrire avec précision, bien que certains l'aient comparé au son lointain d'une tronçonneuse ou au meuglement d'une jeune vache.
Le nid est petit et plutôt sommaire et se trouve normalement à proximité de l'aire de parade. Les coracines se nourrissent principalement de fruits et d'insectes.

## Statut
L'aire de répartition du coracine est très vaste et bien qu'il s'agisse d'un oiseau peu commun, on estime que sa population totale est importante. La population est peut-être en léger déclin en raison de la déforestation, mais pas à un rythme suffisamment rapide pour qu'elle soit considérée comme menacée, de sorte que l'Union internationale pour la conservation de la nature a classé son statut de conservation comme étant de préoccupation mineure.